# Santana do Garambéu
Santana do Garambéu é um município brasileiro do estado de Minas Gerais. Sua população estimada em julho de 2020 era de 2 476 habitantes.

## Geografia
Conforme a classificação geográfica mais moderna (2017) do IBGE, Santana do Garambéu é um município da Região Geográfica Imediata de Barbacena, na Região Geográfica Intermediária de Barbacena.